# Fekete Andor
Fekete Andor (Marosvásárhely, 1883. június 19. – Marosvásárhely, 1951. augusztus 22.) magyar ügyvéd, jogi szakíró.

## Életútja
1906-ban végezte a budapesti tudományegyetem jog- és államtan szakát, haláláig szülővárosában folytatott ügyvédi gyakorlatot. 1936-tól az OMP városi tagozatának alelnöke; a KZST tagja, 1945 után a Székely Színház alapító tagja. A két világháború között mint a Bethlen Gábor szabadkőműves páholy egyik vezetője az erdélyi magyarság demokratikus akcióit támogatta: így memorandumokat fogalmazott meg a felekezeti tanárok képesítési vizsgájáról, az új ügyvédi törvénytervezetről az elbocsátott tanárok ügyében, a névelemzésről, a nyugdíjtörvénynek a kisebbségeket sújtó intézkedéseiről s az adóbehajtásról. A második világháború éveiben, a Horthy-rendszer alatt indított kommunistaellenes per során 27 vádlott védelmét látta el saját biztonságát kockáztató bátorsággal. Hátrahagyott írása: Dr. Fekete Andor (Marosvásárhely) följegyzései 40 éves ügyvédi működéséről (kézirat az özvegy birtokában).
Emlékiratai 2019-ben a marosvásárhelyi Mentor Könyvek Kiadónál jelentek meg, Közélet és kaszinó címmel, Sebestyén Mihály és Fodor János szerkesztésében.